# 필립 라이스

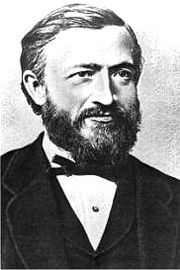
필립 라이스.

필립 라이스(Johann Philipp Reis)는 전화기의 한 형태를 개발한 독일의 발명가이자 과학자이다. 1861년, 오늘날 라이스 전화기라 불리는 자동 개폐식 전화기를 제조하였다.